# Эдита (жена Эдмунда Железнобокого)
Эдита (англ. Edith), или Эальдгют (др.-англ. Ealdgyth); около 992 — после 1016) — в первом браке жена тэна Сигеферта, сына Эрнгрима, и во втором браке жена короля Англии Эдмунда Железнобокого. Вероятно, является матерью его сыновей Эдуарда Изгнанника и Эдмунда Этелинга.